# La violenza e l'amore
La violenza e l'amore è un film del 1965 diretto da Adimaro Sala.

## Trama
Film composto da due episodi:
Primo episodio "La violenza": Tra Marco e Luisa, avviene una discussione per la strada. Luisa vagando da sola, arriva ad un giardino ed incontra uno straniero che le offre un fiore e tra i due nasce un'amicizia. Passato del tempo, Marco e Luisa dopo aver trascorso una serata con degli amici, si imbattono in un gruppo di teppisti che picchiano Marco e violentano Luisa.
Secondo episodio "L'amore": Roberto e Lucia, sono una coppia di sposi. Lucia a causa di una improvvisa crisi viene ricoverata in una clinica, Anna che è una amica di Lucia la raggiunge in clinica risollevando così il morale di Lucia. Ma tra Roberto e l'amica di Lucia nasce un legame e Lucia una volta tornata a casa si accorge di tutto scomparendo senza lasciare traccia.

## Conosciuto anche come
- Il mito dell'uomo